# Коммеморативная марка

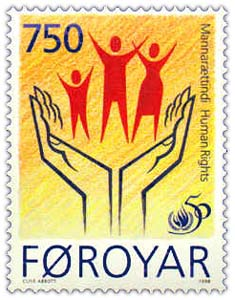
Коммеморативная марка Фарерских островов (1998), посвящённая Году прав человека

Коммеморати́вная ма́рка или коммеморати́в (от фр. comme — как и memoria — память; англ. commemorate — ознаменовывать), также па́мятная ма́рка, юбиле́йная ма́рка, худо́жественная ма́рка, — почтовая марка, выпущенная в ознаменование события, знаменательной даты, юбилея выдающейся личности или события, факта.
Коммеморативные почтовые марки являются универсальными марками вместе со стандартными и автоматными.

## Описание
Памятные (юбилейные, коммеморативные) марки приурочены к тем или иным событиям и чествуют известных людей. Они входят в группу марок общего пользования.
В отличие от стандартных марок, в особенности классического периода, с их, как правило, однообразным оформлением и строгой композицией, коммеморативные марки являются художественной миниатюрой, отражающей событие, в память о котором они выпущены.
На коммеморативных марках могут быть изображены портреты, скульптуры, пейзажи, репродукции картин, рисунки (в частности, логотипы событий и организаций, прочая символика). Эти знаки почтовой оплаты отличаются оригинальной композицией, хорошим полиграфическим исполнением, многокрасочностью, хотя возможны и однокрасочные решения (гравюра).

## История
Первой в мире коммеморативной маркой признаётся официальная почтовая марка Перу 1871 года, посвящённая 20-летию открытия железнодорожной линии Лима — Кальяо и одновременно использовавшаяся для оплаты почтового сбора за пересылку писем по железной дороге. Однако имеются сведения, что марка поступила в обращение в 1870 году и поэтому не может быть приурочена к указанному событию и считаться памятной[≡]. Авторы, отрицающие коммеморативный характер этой миниатюры, полагают, что надписи на ней — исп. «CHORRILLOS LIMA CALLAO PORTE FRANCO» («Чоррильос — Лима — Кальяо. Доставка оплачена») — лишь свидетельствуют об использовании марки для франкировки почтовых отправлений и не подразумевают никакого памятного контекста.

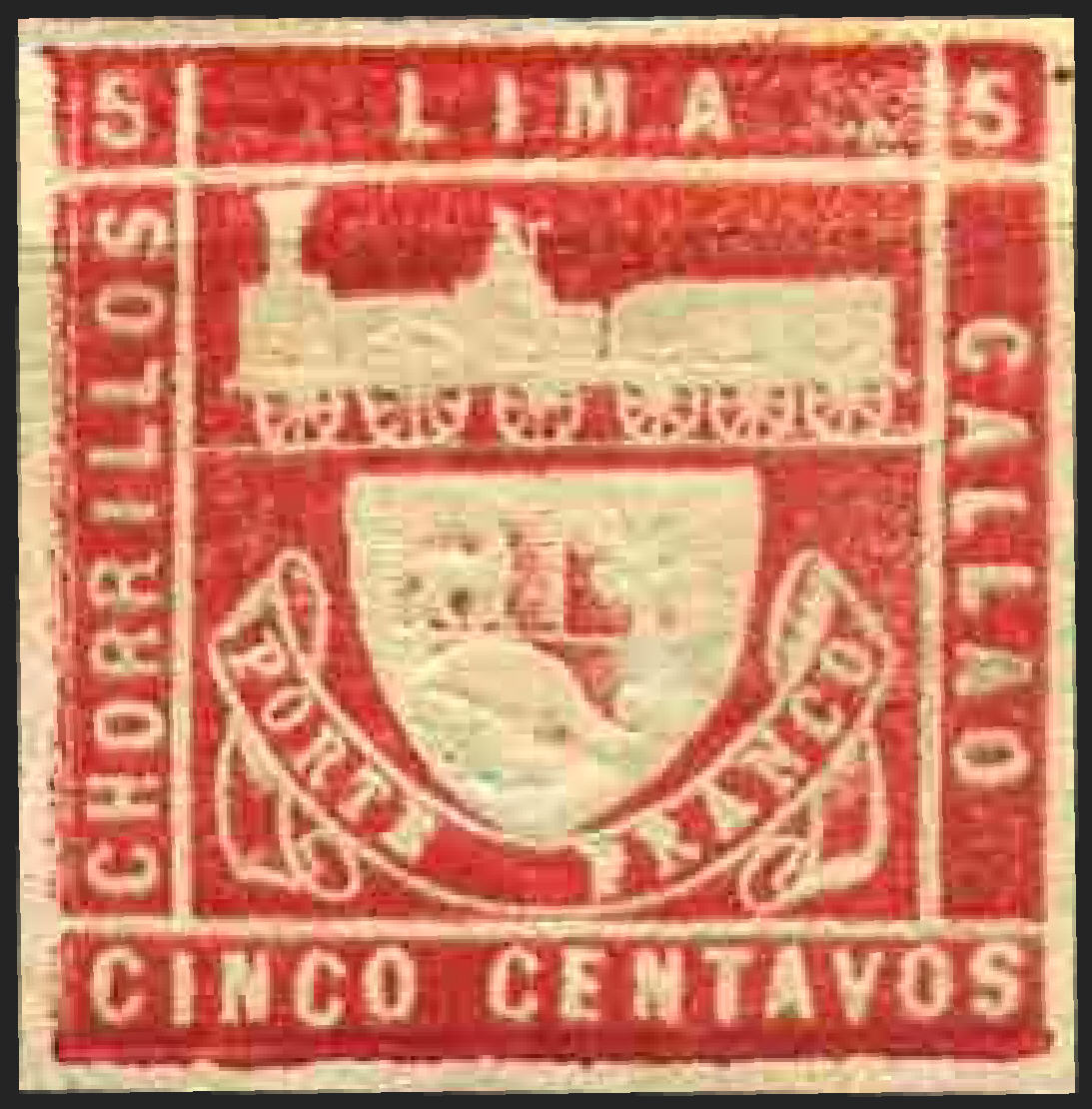

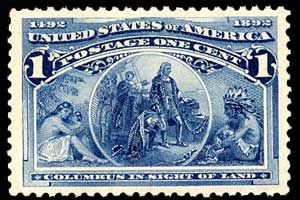

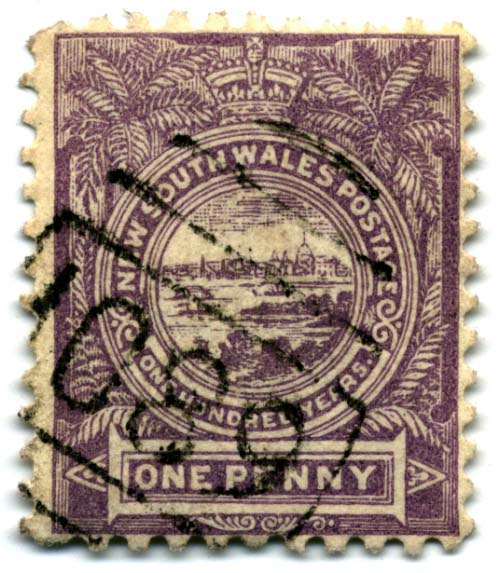

Другим претендентом на право называться первой памятной маркой является знак почтовой оплаты, изданный в 1887 году местной почтой Франкфурта-на-Майне. Надпись на нём сообщала о IX Всегерманском стрелковом турнире, который проводился в то время в названном городе. Авторы французского каталога фирмы «Ивер и Телье» являются сторонниками этой версии. Однако её противники считают, что марки местных муниципальных почтовых контор не следует принимать в расчёт и нужно учитывать только выпуски официальных государственных ведомств.
По третьей гипотезе, которую поддерживают британские филателистические эксперты братья Л. и М. Уильямс, первыми памятными почтовыми знаками стала серия из трёх марок, которые выходили в 1888 году в Новом Южном Уэльсе в честь столетия этой британской колонии. На марках имеется соответствующая юбилейная надпись англ. «One hundred years» («Сто лет»)[≡].
В США первые коммеморативные марки появились в 1893 году в честь 400-летия открытия Колумбом Америки и организованной в связи с этим Всемирной выставки в Чикаго (Sc #230—245)[≡].
С тех пор многочисленные коммеморативные выпуски стали очень популярными среди филателистов — приверженцев тематического коллекционирования.

## Коммеморативы России
Первый выпуск коммеморативных марок на территории Российской империи был осуществлён земской почтой Полтавского уезда в 1909 году. Он был посвящён 200-летию разгрома шведов под Полтавой и состоял из семи марок. На них дано изображение нескольких монументов, сооружённых в честь юбилея битвы, а также изображение памятника, сооружённого в 1849 году, на месте, где Пётр I отдыхал после боя, и портрет самого Петра I[≡].
В 1912 году земская почта Краснинского уезда Смоленской губернии издала две марки в честь 100-летия Отечественной войны 1812 года. На них изображены наиболее яркие моменты сражения под селом Красное[≡].
В январе 1913 года вышли первые общероссийские коммеморативные марки. Выпуск был приурочен к 300-летию дома Романовых и состоял из 17 марок. На них изображены портреты представителей рода, а также виды Московского Кремля и Зимнего Дворца[≡].
Первые коммеморативы РСФСР вышли в ноябре 1921 года в виде серии из четырёх почтовых марок, посвящённых 4-й годовщине Октябрьской революции. На них изображён старинный воинский щит, украшенный торжественной лентой и водружённый на пьедестал. На щите в сиянии пятиконечной звезды крестообразно расположены буквы «РСФСР»[≡].
| Некоторые коммеморативные марки Российской империи и РСФСР | Некоторые коммеморативные марки Российской империи и РСФСР | Некоторые коммеморативные марки Российской империи и РСФСР        | Некоторые коммеморативные марки Российской империи и РСФСР |
| ---------------------------------------------------------- | ---------------------------------------------------------- | ----------------------------------------------------------------- | ---------------------------------------------------------- |
|                                                            |                                                            |                                                                   |                                                            |
| 1909: земская марка Полтавского уезда[^]                   | 1912: земская марка Краснинского уезда[^]                  | 1913: почтовая марка Российской империи с портретом Николая II[^] | 1921: почтовая марка РСФСР[^]                              |